# (8520) 1992 EC12
A (8520) 1992 EC12 a Naprendszer kisbolygóövében található aszteroida. Az UESAC program keretében fedezték fel 1992. március 6-án.